# Носовичи (Калинковичский район)
Носовичи (бел. Насавічы) — агрогородок в Калинковичском районе Гомельской области Беларуси. Административный центр Зеленочского сельсовета.

## География

### Расположение
В 34 км на северо-восток от Калинкович, 13 км от железнодорожной станции Горочичи (на линии Жлобин — Калинковичи), 120 км от Гомеля.

### Гидрография
На юге и востоке мелиоративные каналы.

## Транспортная сеть
Транспортные связи по просёлочной, затем автомобильной дороге Гомель — Лунинец. Планировка состоит из дугообразной почти широтной улицы, к которой с юга присоединяются 2 короткие прямолинейные улицы. Застройка двусторонняя деревянная усадебного типа.

## История
Обнаруженное археологами городище (1,5 км на юг от деревни) свидетельствует о заселении этих мест с давних времён. По письменным источникам известна с XVI века как деревня в Мозырском повете Минского воеводства Великого княжества Литовского, шляхетская собственность. В 1560 году упоминается в «Акте ревизии Мозырского уезда». В 1620 году помещица Т. Комаровская отдавала доходы от деревни в пользу мозырских базильянцев. Под 1774 год обозначена в документах о границах деревни с соседними селениями. В 1785 году в Суховичском старостве, действовала деревянная Крестовоздвиженская церковь.
После 2-го раздела Речи Посполитой (1793 год) в составе Российской империи. В 1795 году владение Еленских, затем казны. В 1850 году 378 жителей. С 1857 года работала школа (в 1885 году 18 учеников). В 1859 года построено новое деревянное здание церкви. В 1864 году открыта церковно-приходская школа и для неё построено здание. Когда в 1878-80 годах прокладывался магистральный канал Закованка, от него было сделано ответвление к деревне Носовичи. Согласно переписи 1897 года действовали церковь, народное училище, ветряная мельница, конная мельница. В 1908 году в Домановичской волости Речицкого уезда Минской губернии. 9(22) января 1918 года в местечке прошла демонстрация в связи с годовщиной расстрела рабочих 9 января 1905 года в Петербурге.
В 1929 году организован колхоз «Звезавода», работали ветряная мельница, конная круподёрка, кузница. начальная школа в 1930-х годах преобразована в 7-летнюю (в 1935 году 301 ученик). Во время Великой Отечественной войны каратели убили в 1942 году 7 жителей, а в сентябре 1943 года сожгли 133 двора. На фронтах и в партизанской борьбе погибли 174 жителей, в память о них в 1972 году в центре деревни установлена стела. Согласно переписи 1959 года центр колхоза имени М. И. Калинина, располагались лесопилка, мельница, швейная мастерская, средняя школа, Дом культуры, библиотека, фельдшерско-акушерский пункт, ветеринарный участок, отделение связи, магазин.
В 2011 году деревня Носовичи преобразована в агрогородок.

## Население

### Численность
- 2004 год — 129 хозяйств, 288 жителей.

### Динамика
- 1795 год — 69 дворов.
- 1885 год — 476 жителей.
- 1897 год — 222 двора, 714 жителей (согласно переписи).
- 1908 год — 1090 жителей.
- 1959 год — 608 жителей (согласно переписи).
- 2004 год — 129 хозяйств, 288 жителей.